# Le Diamant noir
Le Diamant noir er en fransk stumfilm fra 1922 af André Hugon.

## Medvirkende
- Claude Mérelle
- Ginette Maddie som Nora
- Armand Bernard som Gottfried
- Pierre Fresnay som Bouvier
- Henry Krauss som Monsieur de Mitry
- Romuald Joubé som Monsieur de Fresnay
- Charles de Rochefort